# T2: Trainspotting
T2: Trainspotting es una película británica de 2017 del género de drama, comedia y crimen, dirigida por Danny Boyle y con guion de John Hodge, basada en la novela de Irvine Welsh y secuela de Trainspotting, estrenada en 1996. La película está protagonizada por Ewan McGregor, Ewen Bremner, Jonny Lee Miller y Robert Carlyle, quienes retoman sus papeles originales de la primera película. Fue estrenada en los cines británicos el 27 de enero de 2017, en los Estados Unidos el 3 de marzo de 2017 y en el resto del mundo el 10 de febrero de 2017.

## Argumento
Después de 20 años de la historia original, contada en Trainspotting, Mark Renton (Ewan McGregor) vuelve a Escocia a enmendar a sus amigos, Daniel "Spud" Murphy (Ewen Bremner) y Simon "Sick Boy" Williamson (Jonny Lee Miller), y el siempre problemático Francis "Franco" Begbie (Robert Carlyle), quien acaba de escapar de prisión.

## Reparto
- Ewan McGregor como Mark "Rent Boy" Renton.
- Ewen Bremner como Daniel "Spud" Murphy.
- Jonny Lee Miller como Simon "Sick Boy" Williamson.
- Robert Carlyle como Francis "Franco" Begbie.
- Anjela Nedyalkova como Veronika Kovach.
- Kelly Macdonald como Diane Coulston.
- James Cosmo como Mr. Renton
- Shirley Henderson como Gail Houston.
- Irvine Welsh como Mikey Forrester.